# 菩提流支
菩提流支 ，又作菩提留支、道晞、道希，北印度佛教三藏，北魏譯經師。地論宗就是依據菩提流支與勒那摩提共同合作翻譯的《十地經論》而成立，其中本於菩提流支而始於道寵的流派，稱為「相州北道派」，持九識說。

## 简介
菩提流支于北魏永平元年（508年）携带大量梵本佛经，经葱岭来到北魏首都洛阳。当时宣武帝招待，并请入永宁寺。後随东魏迁到邺城继续译经。经二十余年，翻译的經文有《金刚般若波罗蜜经》、《弥勒菩萨所问经》、《胜思惟梵天所问经》、《深密解脱经》、《入楞伽经》、《大萨遮尼乾子所说经》、《弥勒菩萨所问经论》、《究竟一乘宝性论》、《法华经论》、《宝积经论》等共三十余部。其翻译偏重大乘瑜伽行派思想。此外，他还与勒那摩提等共译《十地经论》。此外，他授《观无量寿经》于昙鸾，并译《無量壽經優波提舍》，对于净土宗确立有重要影响。
開元釋教錄認為，就《金剛仙論》的行文來看，是菩提流支所撰，解釋世親的金剛經論。此外，相傳其著作還有《入楞伽經疏》、《法界性論》、《別破章》。

## 譯作
菩提流支譯作現存者如下（依照法經錄，以及各經論的序文、後記列舉）：
〔經藏〕
- 佛名經，十二卷
- 法集經
- 深密解脫經（另有玄奘等譯本）
- 如來莊嚴智慧光明入一切諸佛境界經（入諸佛境界智光明莊嚴經等同本異譯）
- 差摩婆帝授記經
- 如來師子吼經（菩提留支共佛陀扇多譯，大方廣師子吼經之同本異譯）
- 入楞伽經（另有求那跋陀羅、實叉難陀譯本）
- 大薩遮尼乾子經（菩薩行方便境界神通變化經之異譯）
- 金剛般若波羅蜜經（另有羅什、玄奘等譯本）
- 伽耶山頂經（另有菩提流志等譯本）
- 勝思惟梵天所問經（另有羅什等譯本）
- 信力入印法門經

（以下法經錄記載是留支譯，未明是菩提留支或般若留支，開元錄皆作菩提留支）
- 不增不減經
- 佛語經
- 無字寶篋經（離文字普光明藏經等同本異譯）
- 文殊師利巡行經（文殊師利行經之同本異譯）
- 大方等修多羅經（大乘流轉諸有經等同本異譯）
- 彌勒菩薩所問經（收入大寶積經彌勒菩薩問八法會，大乘方等要慧經之同本異譯 ）
- 謗佛經（決定總持經之同本異譯）

〔論藏〕
- 十地經論，世親造（勒那摩提、菩提留支、佛陀扇多共譯，解釋十地經)
- 寶積經論，藏譯本題安慧造[4]（解釋大寶積經普明菩薩會）
- 金剛般若經論，世親造（解釋金剛般若經）
- 勝思惟經論，世親造（解釋勝思惟梵天所問經）
- 法華經論，世親造（解釋法華經）
- 無量壽經論，世親造（解釋無量壽經願生偈）
- 文殊師利問菩提經論，又名伽耶山頂經論，世親造（解釋伽耶山頂經）
- 寶性論，法藏疏載堅慧造，藏譯本題彌勒造頌、無著造論[5]
- 十二因緣論，淨意造
- 百字論，提婆造
- 破外道四宗論，提婆造
- 破外道涅槃論，提婆造

（以下法經錄記載是留支譯，未明是菩提留支或般若留支，開元錄皆作菩提留支）
- 彌勒菩薩所問經論（解釋大寶積經彌勒菩薩問八法會）